# 第77屆坎城影展
第77屆坎城影展於2024年5月14日至5月25日在法國坎城節慶宮舉辦。評審團主席由美國導演兼演員葛莉塔·潔薇擔任。法國導演昆汀·杜皮爾執導的《拍三小電影》被選為開幕片。

## 評審團

### 正式競賽[4]
- 葛莉塔·潔薇：導演、編劇、演員。（評審團主席）
- 埃布魯·錫蘭（土耳其語：Ebru Ceylan）：編劇、攝影。
- 莉莉·葛萊史東：演員。
- 伊娃·葛林：演員。
- 娜丁·拉巴基：導演、編劇。
- 胡恩·安東尼奧·巴亞納：導演、製片、編劇。
- 皮耶法蘭西斯柯·法維諾：演員。
- 是枝裕和：導演。
- 歐馬·希：演員、製片。

### 一種注目[5]
- 札維耶·多藍：導演、編劇、演員、製片。（評審團主席）
- ／ 麥穆那·杜庫雷（法语：Maïmouna Doucouré）：導演、編劇。
- 阿絲茉·艾·穆迪（阿拉伯语：أسماء المدير）：導演、編劇、製片。
- ／ 薇琪·克利普斯：演員。
- 陶德·麥卡錫：影評、導演、作家。

### 金攝影機獎[6]
- ／ 巴洛吉·齊亞尼（法语：Baloji）：導演、詞曲作家、藝術總監。（評審團主席）
- 艾曼紐·琵雅：演員。（評審團主席）
- 吉爾·波特（法语：Gilles Porte）：導演、編劇、攝影指導。
- 帕斯卡·布隆：TSF集團人力資源管理者。
- 佐伊·維托克（法语：Zoé Wittock）：導演、編劇。
- 娜塔莉·奇夫萊特：歐洲商業登記協會集團電影文化部部長、法國影評聯盟財務主管。

### 短片競賽／電影基石[7]
- 魯比娜·艾茲巴爾（法语：Lubna Azabal）：演員。（評審團主席）
- 瑪莉亞-卡斯蒂利亞·曼森-史卡爾（法语：Marie-Castille Mention-Schaar）：導演、編劇、製片。
- 保羅·莫雷蒂（法语：Paolo Moretti (programmateur cinéma)）：策展人。
- 克勞丹·努瓦雷（法语：Claudine Nougaret）：製片、導演。
- 弗拉基米爾·佩里希奇（法语：Vladimir Perišić）：導演、編劇。

### 獨立評審團

#### 國際影評人週[8]
- 希莉薇·皮亞拉（法语：Sylvie Pialat）：製片。（評審團主席）
- 艾利亞內·烏穆希爾（法语：Eliane Umuhire）：演員。
- 伊里斯·卡爾滕貝克（法语：Iris Kaltenbäck）：導演。
- 維吉妮·瑟黛（法语：Virginie Surdej）：攝影指導。
- 班·克羅：記者、影評。

#### 金眼睛獎[9][10]
- 尼可拉斯·菲力柏特（法语：Nicolas Philibert）：導演。（評審團主席）
- ／ 黛安娜·蓋（法语：Dyana Gaye）：導演。
- 愛麗絲·賈拉多：塞薩洛尼基影展總監、製片。
- 法蘭西斯·勒戈：導演。
- ／ 米娜·卡瓦尼（波斯語：مینا کاوانی）：演員。

#### 酷兒棕櫚獎[11][12]
- 盧卡斯·東特：導演。（評審團主席）
- 蘇菲·利托尼（法语：Sophie Letourneur）：導演、演員。
- 雨果·巴爾丁·帕羅馬（法语：Paloma (drag queen)）：演員、導演、變裝皇后。
- 胡莉安娜·羅哈思（葡萄牙語：Juliana Rojas）：導演。
- ／ 雅德·薩爾菲蒂：記者。

## 官方單元

### 正式競賽
以下電影被選定為競賽片，並依首映日期排序，可角逐最高榮譽金棕櫚獎：
| 中文片名                   | 原文片名                             | 導演                  | 製作國                      |
| -------------------------- | ------------------------------------ | --------------------- | --------------------------- |
| 《野性鑽石》*              | Diamant brut                         | 阿格特·里丁格         | 法國                        |
| 《帶針的女孩》             | Pigen med nålen                      | 馬格努斯·馮·霍恩      | 丹麦、 波蘭、 瑞典          |
| 《女孩與鳥》‡              | Bird                                 | 安德莉亞·阿諾德       | 英国                        |
| 《大都會》                 | Megalopolis                          | 法蘭西斯·柯波拉       | 美国                        |
| 《距離世界盡頭三公里》‡    | Trei kilometri până la capătul lumii | 伊曼紐·帕烏           | 羅馬尼亞                    |
| 《憐憫的種類》             | Kinds of Kindness                    | 尤格·藍西莫           | 美国、 英国                 |
| 《噢，加拿大》             | Oh, Canada                           | 保羅·許瑞德           | 美国                        |
| 《風流一代》               | 《風流一代》                         | 賈樟柯                | 中国                        |
| 《璀璨女人夢》‡            | Emilia Perez                         | 賈克·歐迪亞           | 法國                        |
| 《手榴彈‧革命‧還有愛與詩》 | Limonov: The Ballad                  | 基里爾·謝列布連尼科夫 | 法國、 義大利、 西班牙      |
| 《懼裂》                   | The Substance                        | 柯洛里·法吉特         | 英国、 美国、 法國          |
| 《狂人法則》               | The Apprentice                       | 阿里·阿巴西           | 加拿大、 丹麦、 爱尔兰      |
| 《裹屍布》                 | The Shrouds                          | 大衛·柯能堡           | 法國、 加拿大               |
| 《艾諾拉》                 | Anora                                | 西恩·貝克             | 美国                        |
| 《致我親愛的馬切洛》‡      | Marcello Mio                         | 克里斯多福·歐諾黑     | 法國                        |
| 《帕特諾普》               | Parthenope                           | 保羅·索倫提諾         | 義大利、 法國               |
| 《壯遊》                   | Grand Tour                           | 米格爾·戈麥斯         | 葡萄牙、 義大利、 法國      |
| 《目的地汽車旅館》‡        | Motel Destino                        | 凱里·阿努茲           | 巴西、 法國、 德国          |
| 《狂愛》                   | L'Amour ouf                          | 吉爾·勒盧什           | 法國、 比利时               |
| 《你是我眼中的那道光》     | All We Imagine as Light              | 帕亞爾·卡帕迪亞       | 法國、 印度、 盧森堡、 荷蘭 |
| 《一念菩提》               | دانه انجیر مقدس                      | 穆罕默德·拉素羅夫     | 德国、 法國、 伊朗          |
| 《列車捎來的幸福》         | La Plus Précieuse des marchandises   | 米歇爾·哈札納維西斯   | 法國                        |

* 表示為導演的首部長片，可角逐金攝影機獎。
‡ 表示為LGBT題材電影，可角逐酷兒棕櫚獎。

### 一種注目
以下電影入選為一種注目，並依首映日期排序，可角逐該單元最高榮譽最佳影片獎：
| 中文片名               | 原文片名                     | 導演                 | 製作國                                                      |
| ---------------------- | ---------------------------- | -------------------- | ----------------------------------------------------------- |
| 《薄暮微光》（開幕片） | Ljósbrot                     | 魯納·魯納森          | 冰島、 荷蘭、 法國                                          |
| 《被詛咒者》           | The Damned                   | 羅貝托·米勒維尼      | 義大利、 美国、 比利时                                      |
| 《成為一隻珍珠雞》     | On Becoming a Guinea Fowl    | 朗嘉諾·尼歐尼        | 尚比亞、 英国、 爱尔兰                                      |
| 《禁愛絲孃》           | The Shameless                | 康斯坦汀·波揚諾夫    | 瑞士、 保加利亚、 法國、 臺灣、 印度                        |
| 《天啦》*              | Vingt Dieux!                 | 路易絲·庫爾瓦塞爾    | 法國                                                        |
| 《狗陣》               | 《狗陣》                     | 管虎                 | 中国                                                        |
| 《阿蒙怎麼了？》*      | Armand                       | 哈爾夫登·烏曼·通德爾 | 挪威、 荷蘭、 德国、 瑞典                                   |
| 《被告汪星人》*        | Le procès du chien           | 拉艾蒂茨亞·多許      | 瑞士、 法國                                                 |
| 《我心裡的太陽》‡      | ぼくのお日さま               | 奧山大史             | 日本、 法國                                                 |
| 《借來的人生故事》     | L'histoire de Souleymane     | 鮑里斯·洛肯          | 法國                                                        |
| 《王國》*              | Le Royaume                   | 儒利安·科隆納        | 法國                                                        |
| 《警上添花》           | Santosh                      | 桑蒂亞·蘇里          | 英国、 德国、 法國                                          |
| 《天堂旁邊的村莊》*    | The Village Next to Paradise | 莫·哈拉韋            | 奥地利、 法國、 德国、                                      |
| 《九月說》*            | September Says               | 阿麗安·拉蓓          | 爱尔兰、 英国、 德国                                        |
| 《越與南》‡            | Trong lòng đất               | 張明貴               | 越南、 菲律賓、 新加坡、 法國、 荷蘭、 義大利、 德国、 美国 |
| 《喵的奇幻漂流》       | Straume                      | 金茲·斯巴洛迪斯      | 拉脫維亞、 法國、 比利时                                    |
| 《諾拉》               | نورة                         | 陶菲克·扎伊迪        | 沙烏地阿拉伯                                                |
| 《妮基的重生》*        | Niki                         | 席琳·賽萊            | 法國                                                        |

* 表示為導演的首部長片，可角逐金攝影機獎。
‡ 表示為LGBT題材電影，可角逐酷兒棕櫚獎。

### 短片競賽
在4,420部提交影片中，以下短片被選定為競賽片，可角逐短片金棕櫚獎：
| 中文片名               | 原文片名                       | 導演                    | 製作國      |
| ---------------------- | ------------------------------ | ----------------------- | ----------- |
| 《沃斯萊斯特》         | Volcelest                      | 艾里克·布里奇           | 法國        |
| 《卵子》               | Ootidė                         | 拉祖邁特·艾格爾         | 立陶宛      |
| 《就像你不存在一樣》   | Sənki yoxsan                   | 阿澤·古列夫             |             |
| 《美麗的傷疤》         | Les belles cicatrices          | 拉斐爾·茹佐             | 法國        |
| 《在途中》             | Rrugës                         | 薩米爾·卡拉霍達         | 科索沃      |
| 《在水一方》           | 《在水一方》                   | 李蔚然                  | 中国、 法國 |
| 《完全陌生》           | Perfectly a Strangeness        | 艾莉森·麥卡爾平         | 加拿大      |
| 《茶》                 | Tea                            | 布萊克·賴斯             | 美国        |
| 《黃色》               | Amarela                        | 安德烈·齋藤             | 巴西        |
| 《無法保持沉默的男人》 | Čovjek koji nije mogao šutjeti | 內博伊薩·斯利耶普切維奇 |             |
| 《暫時不好》           | Mau Por Um Momento             | 丹尼爾·蘇亞雷斯         | 葡萄牙      |

### 電影基石
以下18部（14部實景真人短片和4部動畫短片）參賽作品從全球各地電影學院提交的2,263部作品中選出。今年的作品反映出學生的地域流動性，新加坡籍導演代表澳大利亞，印度籍導演和立陶宛籍導演代表英國，一名俄羅斯導演代表捷克，以及由俄羅斯籍、中國籍和英國籍導演代表美國。
| 中文片名                   | 原文片名                                  | 導演                  | 國家或地區 | 備註                       |
| -------------------------- | ----------------------------------------- | --------------------- | ---------- | -------------------------- |
| 《烏鴉人》                 | Crow Man                                  | 約翰·阿卜杜勒·努爾    | 黎巴嫩     | 黎巴嫩美術學院             |
| 《將愛放逐》               | 《將愛放逐》                              | 叢希文                | 中国       | 北京電影學院               |
| 《傳遞》                   | Praeis                                    | 多維達斯·德拉克斯     | 英国       | 倫敦電影學校               |
| 《迴音》                   | Echoes                                    | 羅賓遜·多羅索斯       | 法國       | 巴黎高等裝飾藝術學院       |
| 《劣質棉花》               | Mauvais Coton                             | 尼古拉斯·杜馬雷特     | 法國       | 法國國家影像與聲音高等學院 |
| 《末端》                   | Terminal                                  | 伊斯特·艾略特         | 美国       | 紐約大學                   |
| 《海拔》                   | Elevación                                 | 加布里埃爾·埃斯德拉斯 | 墨西哥     | 瓜達拉哈拉大學             |
| 《精神》                   | In spirito                                | 尼可洛·福林           | 義大利     | 義大利國家電影學院         |
| 《鹿齒》                   | The Deer's Tooth                          | 賽義夫·哈馬什         | 巴勒斯坦   | 迪阿凱里麥大學             |
| 《雜草》                   | Plevel                                    | 波拉·卡扎克           | 捷克       | 皮塞克國際電影研究學院     |
| 《她留下的混亂》           | Το Χάος που Άφησε Πίσω της                | 尼科斯·科利烏科斯     | 希腊       | 塞薩洛尼基亞里士多德大學   |
| 《迴音森林》               | 메아리                                    | 林宥利                |            | 韓國藝術綜合學校           |
| 《兔女郎》                 | Bunnyhood                                 | 曼西·馬赫什瓦里       | 英国       | 英國國立電影電視學院       |
| 《向日葵是第一批知道的》   | Sunflowers Were the First Ones to Know... | 奇達南達·奈克         | 印度       | 印度電影電視學院           |
| 《花開花謝》               | Withered Blossoms                         | 萊昂內爾·謝           |            | 澳大利亞影視與廣播學院     |
| 《穿牆出窗外》             | Out The Window Through The Wall           | 阿沙·謝加洛維奇       | 美国       | 哥倫比亞大學               |
| 《三》‡                    | Three                                     | 宋一楠                | 美国       | 哥倫比亞大學               |
| 《現在不是流行音樂的時間》 | It's Not Time for Pop                     | 阿米特·瓦克寧         | 以色列     | 臺拉維夫大學               |

‡ 表示為LGBT題材電影，可角逐酷兒棕櫚獎。

### 沉浸式競賽
以下電影被選定為競賽片，可角逐最佳沉浸式作品獎：
| 中文片名                             | 原文片名                                            | 導演                                                      | 製作國                        |
| 正式競賽                             | 正式競賽                                            | 正式競賽                                                  | 正式競賽                      |
| ------------------------------------ | --------------------------------------------------- | --------------------------------------------------------- | ----------------------------- |
| 《愛》                               | En amour                                            | 克萊爾·巴丹尼 阿德里安·蒙多 洛朗·巴丹尼                   | 法國                          |
| 《進化者》                           | Evolver                                             | 巴納比·史蒂爾 艾辛·漢·艾辛 羅賓·麥克尼古拉斯              | 英国、 法國、 美国            |
| 《人類小提琴：前奏曲（多用戶版本）》 | Human Violins: Prelude (version multi-utilisateurs) | 約安娜·米希                                               | 羅馬尼亞、 法國               |
| 《瑪雅：超級女英雄的誕生》           | Maya, naissance d'une superheroïne                  | 保洛米·博斯 薩吉·克拉克                                   | 英国、 法國、 美国            |
| 《黑》                               | Noire                                               | 塔妮亞·德·蒙泰涅 史蒂芬·佛恩奇諾 皮耶·阿蘭傑羅            | 法國、 臺灣                   |
| 《目的論一》                         | Telos I                                             | 多羅蒂亞·賽卡利 艾米爾·達姆·賽德爾                        | 加拿大、 瑞典、 丹麦          |
| 《漫遊》                             | The Roaming                                         | 馬蒂厄·普拉達                                             | 法國、 盧森堡、 加拿大        |
| 《穿越霧中》                         | 《穿越霧中》                                        | 周東彥                                                    | 臺灣                          |
| 非競賽                               |                                                     |                                                           |                               |
| 《戰車》                             | Battlescar                                          | 馬丁·阿萊斯 尼可·卡薩韋基亞                               | 法國、 美国                   |
| 《皇帝》                             | Empereur                                            | 瑪麗恩·伯格 伊蘭·J·科恩                                   | 法國、 德国                   |
| 《咕嚕米的眼睛》                     | Gloomy Eyes                                         | 費爾南多·馬爾多納多 豪爾赫·特雷索                         | 阿根廷、 法國、 美国          |
| 《失蹤的照片：河瀨直美》             | Missing Pictures : Naomi Kawase                     | 克萊門特·德諾                                             | 法國、 英国、 臺灣、 盧森堡、 |
| 《關於失明的注意事項》               | Notes on Blindness                                  | 阿諾·科林納特 阿毛里·拉布爾特 彼得·米德爾頓 詹姆斯·斯賓尼 | 法國、 英国                   |
| 《球體》                             | Spheres                                             | 伊麗莎·麥克尼特                                           | 美国、 法國                   |

### 非競賽片
以下電影被選為非競賽片：
| 中文片名                       | 原文片名                  | 導演                                  | 製作國        |
| ------------------------------ | ------------------------- | ------------------------------------- | ------------- |
| 《拍三小電影》（開幕片）       | Le Deuxième Acte          | 昆汀·杜皮爾                           | 法國          |
| 《芙莉歐莎：瘋狂麥斯傳奇篇章》 | Furiosa: A Mad Max Saga   | 喬治·米勒                             | 、 美国       |
| 《G7高瘋會：首腦危機》         | Rumours                   | 蓋伊·馬丁 伊凡·約翰遜 蓋倫·約翰遜     | 加拿大、 德国 |
| 《地平線：美國傳奇》           | Horizon: An American Saga | 凱文·科斯納                           | 美国          |
| 《基督山伯爵》                 | Le Comte de Monte-Cristo  | 亞歷山大·德·拉·派特利耶 馬修·戴拉波特 | 法國          |
| 《醬園弄》                     | 《醬園弄》                | 陳可辛                                | 中国          |
| 午夜單元                       |                           |                                       |               |
| 《九龍城寨之圍城》             | 《九龍城寨之圍城》        | 鄭保瑞                                | 香港          |
| 《衝浪驚魂》                   | The Surfer                | 洛肯·芬尼根                           |               |
| 《陽台上的壞女孩》‡            | Les Femmes au balcon      | 諾耶米·梅蘭特                         | 法國          |
| 《辣手警探2》                  | 베테랑 2                  | 柳承完                                |               |

‡ 表示為LGBT題材電影，可角逐酷兒棕櫚獎。

### 坎城首映
以下電影被選為坎城首映：
| 中文片名                | 原文片名                 | 導演                   | 製作國                                      |
| ----------------------- | ------------------------ | ---------------------- | ------------------------------------------- |
| 《約見波布》            | Rendez-vous avec Pol Pot | 潘禮德                 | 法國、 柬埔寨、 臺灣、 土耳其               |
| 《人人都愛杜達》        | الجميع يحب تودة          | 納比爾·艾尤許          | 摩洛哥、 法國、 比利时、 丹麦、 荷蘭、 挪威 |
| 《李歐·卡霍：不是我》   | C'est pas moi            | 李歐·卡霍              | 法國                                        |
| 《響亮心重奏》          | En fanfare               | 艾曼紐·寇克            | 法國                                        |
| 《慾望迷蹤》‡           | Miséricorde              | 阿蘭·吉侯迪            | 法國、 葡萄牙、 西班牙                      |
| 《誘見巴黎最後探戈》    | Maria                    | 潔西卡·帕盧            | 法國                                        |
| 《吉姆的小說》          | Le Roman de Jim          | 阿諾·拉呂 尚-馬利·拉呂 | 法國                                        |
| 《我愛、我死、我重生》‡ | Vivre, mourir, renaître  | 蓋爾·莫海              | 法國                                        |

‡ 表示為LGBT題材電影，可角逐酷兒棕櫚獎。

### 特別展映
以下電影被選為特別展映：
| 中文片名                           | 原文片名                         | 導演                                              | 製作國               |
| ---------------------------------- | -------------------------------- | ------------------------------------------------- | -------------------- |
| 《一部未完成的电影》Ⓓ              | 《一部未完成的电影》Ⓓ            | 婁燁                                              | 新加坡、 德国        |
| 《入侵》Ⓓ                          | The Invasion                     | 瑟蓋·洛茲尼察                                     | 荷蘭、 法國          |
| 《加薩美人》Ⓓ‡                     | La Belle de Gaza                 | 尤蘭達·佐柏曼                                     | 法國                 |
| 《好野人出沒，注意！》             | Sauvages                         | 克勞德·巴哈                                       | 瑞士、 法國、 比利时 |
| 《法式小學》Ⓓ                      | Apprendre                        | 克萊兒·西蒙                                       | 法國                 |
| 《魯拉》Ⓓ                          | Lula                             | 奧利佛·史東                                       | 美国、 巴西          |
| 《歐內斯特·科爾》Ⓓ                 | Ernest Cole, Photographe         | 拉烏爾·佩克                                       | 法國                 |
| 《尋常凶案》                       | Le fil                           | 丹尼爾·奧圖                                       | 法國                 |
| 《神祕森林中的安吉洛》             | Angelo dans la forêt mystérieuse | 文森·帕宏諾 阿萊克西·杜考爾                       | 法國                 |
| 《快樂的藝術》（迷你影集；第一集） | L'arte della gioia               | 薇拉莉·葛琳諾                                     | 義大利、 英国        |
| 《電影觀眾們！》Ⓓ                  | Spectateurs!                     | 阿諾·戴普勒尚                                     | 法國                 |
| 《納斯塔塞：不止網球》Ⓓ            | Nasty                            | 杜多·吉爾居 圖多爾·D·波佩斯庫 克里斯蒂安·帕斯卡留 | 羅馬尼亞             |

‡ 表示為LGBT題材電影，可角逐酷兒棕櫚獎。
Ⓓ 表示為紀錄片，可角逐金眼睛獎。

### 坎城經典
以下電影被選為坎城經典：
| 中文片名                                         | 原文片名                                   | 導演                         | 製作國                           |
| 經典單元                                         | 經典單元                                   | 經典單元                     | 經典單元                         |
| ------------------------------------------------ | ------------------------------------------ | ---------------------------- | -------------------------------- |
| 《拿破崙》（1927年）（開幕片）                   | Napoléon                                   | 阿貝爾·岡斯                  | 法國                             |
| 《夢想者四夜》（1971年）                         | Quatre Nuits d'un rêveur                   | 羅伯特·布列松                | 法國、 義大利                    |
| 《上海之夜》（1984年）                           | 《上海之夜》（1984年）                     | 徐克                         | 英屬香港                         |
| 《擠奶工的二三事》（1976年）                     | मंथन                                        | 希顏·皮尼哥                  | 印度                             |
| 《伯娜》（1980年）                               | Bona                                       | 里諾·布洛卡                  | 菲律賓                           |
| 《海玫瑰》（1946年）                             | La rose de la mer                          | 雅克·德·巴朗塞利             | 法國                             |
| 《塔西奧》（1984年）                             | Tasio                                      | 蒙索·阿曼達斯                | 西班牙                           |
| 《十點鐘的羅莎拉》（1958年）                     | Rosaura a las diez                         | 馬利歐·索菲奇                | 阿根廷                           |
| 《強尼上戰場》（1971年）                         | Johnny Got His Gun                         | 達頓·川波                    | 美国                             |
| 《影子軍隊》（1969年）                           | L'Armée des ombres                         | 尚-皮耶·梅爾維爾             | 法國、 義大利                    |
| 《第阿諾亞戰場》（1988年）                       | Camp de Thiaroye                           | 烏斯曼·塞姆班 提耶莫·法提·梭 | 塞内加尔、 阿尔及利亚、 突尼西亞 |
| 《橫衝直撞大逃亡》（1974年）                     | The Sugarland Express                      | 史蒂芬·史匹柏                | 美国                             |
| 《把怪物放在首頁》（1972年）                     | Sbatti il mostro in prima pagina           | 馬可·貝羅奇奧                | 義大利、 法國                    |
| 哥倫比亞影業成立100週年                          |                                            |                              |                                  |
| 《蕩婦姬黛》（1946年）                           | Gilda                                      | 查爾斯·維多                  | 美国                             |
| 《巴黎，德州》四十週年（第37屆坎城影展金棕櫚獎） |                                            |                              |                                  |
| 《巴黎，德州》（1984年）                         | Paris, Texas                               | 文·溫德斯                    | 西德、 法國                      |
| 科斯塔·加夫拉斯的世紀                            |                                            |                              |                                  |
| 《真理是革命性的－懺悔》                         | La Vérité est révolutionnaire – L'Aveu     | 亞尼克·克戈特                | 法國                             |
| 尚盧·高達的最後一部電影                          |                                            |                              |                                  |
| 《場景》                                         | Scénario                                   | 尚盧·高達                    | 法國、 日本                      |
| 《七武士》七十週年                               |                                            |                              |                                  |
| 《七武士》（1954年）                             | 七人の侍                                   | 黑澤明                       | 日本                             |
| 佛雷德里克·懷斯曼完整之作                        |                                            |                              |                                  |
| 《法律與秩序》（1969年）                         | Law and Order                              | 佛雷德里克·懷斯曼            | 美国                             |
| 攝影師雷蒙·德帕登                                |                                            |                              |                                  |
| 《關鍵年代》（1984年）                           | Les années déclic                          | 雷蒙·德帕登                  | 法國                             |
| 巴西製片人露西·巴雷托                            |                                            |                              |                                  |
| 《再見巴西》（1979年）                           | Bye Bye Brasil                             | 卡洛斯·狄耶格                | 巴西                             |
| 《秋水伊人》六十週年（第17屆坎城影展金棕櫚獎）   |                                            |                              |                                  |
| 《秋水伊人》（1964年）                           | Les Parapluies de Cherbourg                | 雅克·德米                    | 法國                             |
| 《雅克·德米：粉紅與黑》Ⓓ                         | Jacques Demy, le rose et le noir           | 佛羅倫斯·普拉塔雷茨          | 法國                             |
| 紀錄片                                           |                                            |                              |                                  |
| 《費》Ⓓ                                          | Faye                                       | 勞倫·鮑澤里奧                | 美国                             |
| 《吉姆·韓森：創意人》Ⓓ                           | Jim Henson Idea Man                        | 朗·霍華                      | 美国                             |
| 《行走在電影中》Ⓓ                                | 영화 청년, 동호                            | 梁·金                        |                                  |
| 《賈克·侯吉耶：從一波浪潮到另一波浪潮》Ⓓ         | Jacques Rozier, d'une vague à l'autre      | 伊曼紐·巴爾諾                | 法國                             |
| 《伊莉莎白泰勒：丟失的磁帶》Ⓓ                    | Elizabeth Taylor: The Lost Tapes           | 納妮特·柏斯坦                | 美国                             |
| 《法蘭索瓦·楚浮：我的生活場景》Ⓓ                 | François Truffaut - Les scénario de ma vie | 大衛·特布爾                  | 法國                             |
| 《米榭·李葛蘭的往事》Ⓓ                           | Il était une fois Michel Legrand           | 大衛·赫佐格·德西茨           | 法國                             |
| 《宮崎駿和蒼鷺》Ⓓ                                | Hayao Miyazaki and the heron               | 荒川格                       | 日本                             |
| 《奧林匹克！遊戲界的法國》Ⓓ                      | Olympiques ! La France des jeux            | 米卡埃爾·加姆拉斯尼          | 法國                             |

Ⓓ 表示為紀錄片，可角逐金眼睛獎。

### 海灘放映
以下電影被選為海灘放映：
| 中文片名                 | 原文片名                | 導演                        | 製作國        |
| ------------------------ | ----------------------- | --------------------------- | ------------- |
| 《猜火車》（1996年）     | Trainspotting           | 丹尼·鮑伊                   | 英国          |
| 《我也是》               | Moi aussi               | 茱蒂·歌德雷契               | 法國          |
| 《西萊克斯與城市》       | Silex and The City      | 朱爾·吉格                   | 法國、 比利时 |
| 《我的路》Ⓓ              | My Way                  | 麗莎·阿祖洛斯 蒂埃里·特斯頓 | 法國          |
| 《下班後》（1985年）     | After Hours             | 馬丁·史柯西斯               | 美国          |
| 《傳輸》                 | Transmitzvah            | 丹尼爾·布曼                 | 阿根廷        |
| 《光榮歲月》（2006年）   | Indigènes               | 雷契·鮑查瑞                 | 法國          |
| 《地海戰記》（2006年）   | ゲド戦記                | 宮崎吾朗                    | 日本          |
| 《紅豬》（1992年）       | 紅の豚                  | 宮崎駿                      | 日本          |
| 《北非行路遙》（2004年） | Exils                   | 東尼·葛里夫                 | 法國          |
| 《斯洛庫姆和我》         | Slocum et moi           | 尚·法蘭西斯-拉吉奧          | 盧森堡、 法國 |
| 《飛鷹計劃》（1991年）   | 《飛鷹計劃》（1991年）  | 成龍                        | 英屬香港      |
| 《九個皇后》（2000年）   | Nueve reinas            | 法比安·畢林斯基             | 阿根廷        |
| 《天堂魅影》（1974年）   | Phantom of the Paradise | 布萊恩·狄帕瑪               | 美国          |

Ⓓ 表示為紀錄片，可角逐金眼睛獎。

## 平行單元

### 導演雙週
以下電影被選定為導演雙週單元：
| 中文片名                                 | 原文片名                              | 導演                                   | 製作國                                                     |
| 長片單元                                 | 長片單元                              | 長片單元                               | 長片單元                                                   |
| ---------------------------------------- | ------------------------------------- | -------------------------------------- | ---------------------------------------------------------- |
| 《我這一輩子》（開幕片）                 | Ma vie ma gueule                      | 蘇菲·斐麗赫思                          | 法國                                                       |
| 《舊東西，新東西，借來的東西》           | Algo viejo, algo nuevo, algo prestado | 埃爾南·羅塞利                          | 阿根廷                                                     |
| 《正如其貌》                             | À son image                           | 蒂埃里·迪·佩雷蒂                       | 法國                                                       |
| 《北族人》                               | Los hiperbóreos                       | 克里斯多博·里昂 瓦金·柯辛納            | 智利                                                       |
| 《納米比亞沙漠直播中》                   | ナミビアの砂漠                        | 山中瑤子                               | 日本                                                       |
| 《米勒角的聖誕夜》                       | Christmas Eve in Miller's Point       | 泰勒·陶米納                            | 美国                                                       |
| 《大同世界》                             | آواز بوقلمون                          | 馬修·蘭金                              | 加拿大                                                     |
| 《波爾多囚犯》                           | La Prisonnière de Bordeaux            | 派翠西亞·瑪佐                          | 法國                                                       |
| 《草原和山脈》Ⓓ                          | A savana e a montanha                 | 保羅·卡內羅                            | 葡萄牙、 乌拉圭                                            |
| 《高弧慢球》*                            | Eephus                                | 卡森·隆德                              | 美国、 法國                                                |
| 《午夜姐妹》                             | Sister Midnight                       | 凱倫·凱達尼                            | 英国、 印度、 瑞典                                         |
| 《墜落的天空》Ⓓ                          | A queda do céu                        | 艾瑞克·羅沙 加布里埃拉·卡內羅·達庫尼亞 | 巴西、 義大利、 法國                                       |
| 《白衣蒼狗》*                            | 《白衣蒼狗》*                         | 曾威量 尹又巧                          | 臺灣、 新加坡、 法國                                       |
| 《仲夏分手派對》                         | Volveréis                             | 荷納斯·楚巴                            | 西班牙、 法國                                              |
| 《好選擇》*                              | Good One                              | 英迪婭·唐納森                          | 美国                                                       |
| 《妖怪貓小杏》                           | 化け猫あんずちゃん                    | 山下敦弘 久野遙子                      | 日本、 法國                                                |
| 《吞噬夜晚》‡                            | Eat the Night                         | 卡洛琳·波吉 喬納森·維內爾              | 法國                                                       |
| 《正午以東》                             | شرق ١٢                                | 哈拉·埃爾庫西                          | 荷蘭、 埃及、                                              |
| 《前往未知之地》                         | To a Land Unknown                     | 馬赫迪·弗萊費爾                        | 英国、 法國、 德国、 希腊、 荷蘭、 沙烏地阿拉伯、 巴勒斯坦 |
| 《凝視者》*                              | Gazer                                 | 瑞安·J·斯隆                            | 美国                                                       |
| 《塑膠槍》（閉幕片）                     | Les Pistolets en plastique            | 尚-克里斯多夫·莫里斯                   | 法國                                                       |
| 特別展映                                 |                                       |                                        |                                                            |
| 《美國故事：食物，家庭與哲學》（1989年） | Histoires d'Amérique                  | 香妲·艾克曼                            | 比利时、 法國                                              |
| 短片單元                                 |                                       |                                        |                                                            |
| 《太陽過後》                             | Après le soleil                       | 雷恩·麥克迪                            | 法國、 比利时、 阿尔及利亚                                 |
| 《極短》                                 | とても短い                            | 山村浩二                               | 日本                                                       |
| 《完美無瑕》‡                            | Immaculata                            | 金·莉亞·薩克卡爾                       | 德国、 法國                                                |
| 《安托萬的天氣預報》                     | Les météos d'Antoine                  | 朱爾斯·福勒                            | 法國                                                       |
| 《桑樹園》                               | Một lần dang dở                       | 阮忠義                                 | 越南                                                       |
| 《我們的影子》                           | Nuestra sombra                        | 阿古斯蒂娜·桑切斯·加維爾               | 德国、 阿根廷                                              |
| 《移動的花園》                           | O jardim em movimento                 | 伊內斯·利馬                            | 葡萄牙                                                     |
| 《非常溫和的工作》                       | Very Gentle Work                      | 內特·拉維                              | 美国                                                       |
| 《當土地流失時》                         | Quando a terra foge                   | 弗雷德里科·羅波                        | 葡萄牙、 西班牙                                            |

* 表示為導演的首部長片，可角逐金攝影機獎。
Ⓓ 表示為紀錄片，可角逐金眼睛獎。
‡ 表示為LGBT題材電影，可角逐酷兒棕櫚獎。

### 國際影評人週
以下電影被選定為國際影評人週單元：
| 中文片名                      | 原文片名                                               | 導演                       | 製作國                            |
| 長片競賽                      | 長片競賽                                               | 長片競賽                   | 長片競賽                          |
| ----------------------------- | ------------------------------------------------------ | -------------------------- | --------------------------------- |
| 《少年西蒙的煩惱》*           | Simón de la montaña                                    | 費德里柯·路易斯            | 阿根廷、 智利、 乌拉圭            |
| 《蟲》*                       | 《蟲》*                                                | 王凱民                     | 臺灣、 法國、 美国                |
| 《夢想的邊緣》Ⓓ               | رفعت عيني للسما                                        | 娜達·莉雅 艾曼·阿米爾      | 埃及、 法國、 丹麦、 沙烏地阿拉伯 |
| 《保持沉默的朱莉》*           | Julie zwijgt                                           | 李奧納多·范迪爾            | 比利时、 瑞典                     |
| 《藍色太陽宮》*               | Blue Sun Palace                                        | 曾佩裕                     | 美国                              |
| 《男孩．賽車．性醜聞》‡       | La Pampa                                               | 安托萬·雪佛羅利埃          | 法國                              |
| 《我們愛過一次》‡             | Baby                                                   | 馬塞洛·卡埃塔諾            | 巴西、 法國、 荷蘭                |
| 特別展映（長片）              |                                                        |                            |                                   |
| 《幽冥》（開幕片）            | Les Fantômes                                           | 喬納森·米列特              | 法國、 德国、 比利时              |
| 《遠處的海》‡                 | La mer du Lion                                         | 薩義德·哈米奇              | 法國、 摩洛哥、 比利时、          |
| 《女王的悲劇》*‡              | Les Reines du drame                                    | 亞歷克西斯·朗格洛伊斯      | 法國、 比利时                     |
| 《獸性》（閉幕片）            | Animale                                                | 愛瑪·貝內斯坦              | 法國、 比利时                     |
| 短片競賽                      |                                                        |                            |                                   |
| 《阿拉札爾》                  | Alazar                                                 | 貝扎·哈伊盧·雷馬           | 衣索比亞、 法國、 加拿大          |
| 《女孩和鍋》                  | A menina e o pote                                      | 瓦倫蒂娜·曼                | 巴西                              |
| 《我所能提供的就是我的感覺》‡ | As minhas sensações são tudo o que tenho para oferecer | 伊莎多拉·內維斯·馬奎斯     | 葡萄牙                            |
| 《我們對雕像的要求是它不動》  | Αυτο που ζηταμε απο ενα αγαλμα ειναι να μην κινειται   | 達芙妮·赫雷塔基斯          | 希腊、 法國                       |
| 《她留下來了》                | Ella se Queda                                          | 馬林西亞·古鐵雷斯·貝拉斯科 | 墨西哥                            |
| 《蒙蘇里公園》                | Montsouris                                             | 吉爾·錫拉                  | 法國                              |
| 《缺少》                      | Noksan                                                 | 傑姆·德米雷爾              | 土耳其                            |
| 《部首》                      | Radikals                                               | 阿爾文·貝拉米諾            | 菲律賓、 美国、 法國              |
| 《超傻》                      | Super Silly                                            | 維羅妮卡·瑪蒂拉多娜        | 法國                              |
| 《在角落跳舞》                | Taniec w Narożniku                                     | 揚·布諾夫斯基              | 波蘭                              |
| 特別展映（短片）              |                                                        |                            |                                   |
| 《南方新娘》‡                 | Las novias del sur                                     | 艾琳娜·洛佩斯·里艾拉       | 瑞士、 西班牙                     |
| 《1996年或索爾維格的不幸》    | 1996 ou les Malheurs de Solveig                        | 露西·博爾萊托              | 法國                              |
| 《桑拿日》‡                   | Sannapäiv                                              | 安娜·辛茨 圖沙爾·普拉卡什  | 爱沙尼亚                          |

* 表示為導演的首部長片，可角逐金攝影機獎。
Ⓓ 表示為紀錄片，可角逐金眼睛獎。
‡ 表示為LGBT題材電影，可角逐酷兒棕櫚獎。

### ACID
以下電影被選定為ACID單元：
| 中文片名                   | 原文片名                    | 導演                          | 製作國                   |
| -------------------------- | --------------------------- | ----------------------------- | ------------------------ |
| 《穿越無盡的海洋前往月球》 | Kyuka - Before Summer's End | 科斯蒂斯·哈拉姆達尼斯         | 希腊、 北馬其頓          |
| 《沒關係》                 | It Doesn't Matter           | 喬許·蒙德                     | 美国、 法國              |
| 《只是再見》               | Ce n'est qu'un au revoir    | 吉翁·布賀                     | 法國                     |
| 《燃燒的國家》             | Un Pays en flammes          | 莫娜·孔維爾                   | 法國                     |
| 《我的惡魔》               | Mi Bestia                   | 卡蜜拉·貝爾特蘭               | 哥伦比亚、 法國          |
| 《更多人死於週日》‡        | Most People Die on Sundays  | 伊艾爾·賽義德                 | 阿根廷、 義大利、 西班牙 |
| 《歸鄉》                   | In Retreat                  | 麥薩姆·阿里                   | 印度、 法國              |
| 《紅色城堡》               | Château rouge               | 海倫·米蘭諾                   | 法國                     |
| 《馬賽尋蹤》               | Fotogenico                  | 瑪西亞‧羅曼諾 伯努瓦·薩巴蒂爾 | 法國                     |

‡ 表示為LGBT題材電影，可角逐酷兒棕櫚獎。

## 金馬前進坎城
臺北金馬影展執行委員會在中華民國文化部支持下與坎城電影市場進行合作，推出「金馬前進坎城」計畫，協助以下5部台灣電影進入市場展。
| 中文片名       | 導演   | 製作國 |
| -------------- | ------ | ------ |
| 《破浪男女》   | 楊雅喆 | 臺灣   |
| 《鬼才之道》   | 徐漢強 | 臺灣   |
| 《女兒的女兒》 | 黃熙   | 臺灣   |
| 《功夫》       | 九把刀 | 臺灣   |
| 《大濛》       | 陳玉勳 | 臺灣   |

## 獎項

### 官方獎項[37]
正式競賽
- 金棕櫚獎：《艾諾拉》— 西恩·貝克
- 評審團大獎：《你是我眼中的那道光》— 帕亞爾·卡帕迪亞
- 最佳導演獎：米格爾·戈麥斯 －《壯遊（英语：Grand Tour (film)）》
- 最佳女演員獎：亞德蓮娜·帕茲（西班牙语：Adriana Paz）、柔伊·莎達娜、卡拉·索菲亞·賈斯康、席琳娜·戈梅茲 －《毒王女人夢》
- 最佳男演員獎：傑西·普萊蒙 －《憐憫的種類》
- 最佳劇本獎：柯洛里·法吉特 －《懼裂》
- 評審團獎：《毒王女人夢》— 賈克·歐迪亞
- 評審團特別獎：《一念菩提》— 穆罕默德·拉素羅夫

金攝影機獎
- 金攝影機獎：《阿蒙怎麼了？》— 哈爾夫登·烏曼·通德爾
- 特別提及：《白衣蒼狗》— 曾威量、尹又巧

短片競賽
- 短片金棕櫚獎：《無法保持沉默的男人》— 內博伊薩·斯利耶普切維奇
- 特別提及：《暫時不好》— 丹尼爾·蘇亞雷斯

一種注目
- 最佳影片：《狗陣》— 管虎
- 評審團獎：《借來的人生故事》— 鮑里斯·洛肯（法语：Boris Lojkine）
- 最佳導演獎：
  - 羅貝托·米勒維尼（義大利語：Roberto Minervini (regista)） －《被詛咒者（英语：The Damned (2024 Minervini film)）》
  - 朗嘉諾·尼歐尼（英语：Rungano Nyoni） －《成為一隻珍珠雞（英语：On Becoming a Guinea Fowl）》
- 最佳男演員獎：阿布·桑加雷（法语：Abou Sangaré） －《借來的人生故事》
- 最佳女演員獎：阿納蘇亞·森古普塔 －《禁愛絲孃（英语：The Shameless (2024 film)）》
- 青年獎：《天啦（法语：Vingt Dieux!）》－ 路易絲·庫爾瓦塞爾（法语：Louise Courvoisier）
- 特別提及：《諾拉（阿拉伯语：نورة (فيلم)）》— 陶菲克·扎伊迪（阿拉伯语：توفيق الزايدي）

榮譽金棕櫚
- 榮譽金棕櫚獎：喬治·盧卡斯[38]、吉卜力工作室[39]、梅莉·史翠普[40]

電影基石
- 首獎：《向日葵是第一批知道的》— 奇達南達·奈克
- 二獎：
  - 《穿牆出窗外》— 阿沙·謝加洛維奇
  - 《她留下的混亂》— 尼科斯·科利烏科斯
- 三獎：《兔女郎》— 曼西·馬赫什瓦里

沉浸式競賽
- 最佳沉浸式作品獎：《黑》— 塔妮亞·德·蒙泰涅（法语：Tania de Montaigne）、史蒂芬·佛恩奇諾、皮耶·阿蘭傑羅

### 會外獎項
費比西獎
- 正式競賽：《一念菩提》－ 穆罕默德·拉素羅夫
- 一種注目：《借來的人生故事》－ 鮑里斯·洛肯（法语：Boris Lojkine）
- 平行單元：《納米比亞沙漠直播中（日语：ナミビアの砂漠）》－ 山中瑤子（日语：山中瑶子）（導演雙週）

天主教人道精神獎
- 天主教人道精神獎（法语：Prix du jury œcuménique du Festival de Cannes）：《一念菩提》－ 穆罕默德·拉素羅夫
- 50週年特別獎：文·溫德斯

導演雙週
- 觀眾票選獎：《大同世界（波斯語：آواز بوقلمون）》－ 馬修·蘭金（英语：Matthew Rankin）
- 歐洲電影院獎（法语：Label Europa Cinemas）：《仲夏分手派對（西班牙语：Volveréis）》－ 荷納斯·楚巴
- SACD獎（法语：Prix SACD）：《我這一輩子（法语：Ma vie, ma gueule）》－ 蘇菲·斐麗赫思（法语：Sophie Fillières）
- 金馬車獎（法语：Carrosse d'or）：安德莉亞·阿諾德[45]

國際影評人週
- 影評人週大獎（法语：Grand prix de la Semaine de la critique）：《少年西蒙的煩惱（西班牙语：Simón de la montaña）》— 費德里柯·路易斯
- 評審團法式觸動獎：《藍色太陽宮》— 曾佩裕
- 明日之星獎：里卡多·西奧多羅 －《我們愛過一次（葡萄牙語：Baby (filme de 2024)）》
- 短片發現獎：《蒙蘇里公園》－ 吉爾·錫拉
- 發行資助獎：Jour2fête（發行商）－  《保持沉默的朱莉（荷兰语：Julie zwijgt）》－ 李奧納多·范迪爾（荷兰语：Leonardo Van Dijl）
- SACD獎（法语：Prix SACD du Festival de Cannes）：李奧納多·范迪爾（荷兰语：Leonardo Van Dijl）、魯思·貝卡爾 －《保持沉默的朱莉（荷兰语：Julie zwijgt）》
- Canal+短片獎：《缺少》－ 傑姆·德米雷爾

金眼睛獎
- 金眼睛獎：
  - 《歐內斯特·科爾（英语：Ernest Cole: Lost and Found）》— 拉烏爾·佩克（法语：Raoul Peck）
  - 《夢想的邊緣（阿拉伯语：رفعت عيني للسما (فيلم)）》— 娜達·莉雅、艾曼·阿米爾

酷兒棕櫚獎
- 酷兒棕櫚獎：《距離世界盡頭三公里（羅馬尼亞語：Trei kilometri până la capătul lumii）》— 伊曼紐·帕烏（羅馬尼亞語：Emanuel Pârvu）
- 短片酷兒棕櫚獎：《南方新娘（西班牙语：Las novias del sur）》— 艾琳娜·洛佩斯·里艾拉

法蘭索瓦·夏萊獎
- 法蘭索瓦·夏萊獎（法语：Prix François-Chalais）：《一念菩提》— 穆罕默德·拉素羅夫

坎城原聲帶獎
- 坎城原聲帶獎：卡米爾（法语：Camille (chanteuse)）、克萊門特·杜科爾（法语：Clément Ducol） －《毒王女人夢》

高等技術委員會獎
- CST藝術家技術員獎：達里亞·丹安東尼奧（義大利語：Daria D'Antonio (direttrice della fotografia)）（攝影） －《帕特諾普（義大利語：Parthenope (film)）》
- CST青年電影技術員獎：葉夫根尼婭·亞歷山德羅娃（攝影） －《陽台上的女人（法语：Les Femmes au balcon）》

狗狗金棕櫚獎
- 狗狗金棕櫚獎（法语：Palme Dog）：Kodi －《狗的審判（法语：Le procès du chien）》
- 評審團大獎：小辛 －《狗陣》

蕭邦獎
- 蕭邦最具潛質演員獎（法语：Trophée Chopard）：
  - 蘇菲·魏爾德（英语：Sophie Wilde）
  - 麥克·費斯

公民權益獎
- 公民權益獎：《女孩與鳥（英语：Bird (2024 film)）》— 安德莉亞·阿諾德

法國藝術院線聯盟電影藝術與隨筆獎
- 法國藝術院線聯盟電影藝術與隨筆獎：《一念菩提》— 穆罕默德·拉素羅夫
- 特別提及：《你是我眼中的那道光》— 帕亞爾·卡帕迪亞

積極電影獎
- 積極電影獎：《列車捎來的幸福》— 米歇爾·哈札納維西斯

生態產品獎
- 生態產品獎：
  - 《吉姆的小說（法语：Le Roman de Jim）》— 阿諾·拉呂（法语：Arnaud et Jean-Marie Larrieu）、尚-馬利·拉呂（法语：Arnaud et Jean-Marie Larrieu）
  - 《瑪利亞（法语：Maria (film français, 2024)）》— 潔西卡·帕盧（法语：Jessica Palud）

皮埃爾·安熱尼尤獎
- 皮埃爾·安熱尼尤獎：桑塔納·斯萬

## 外部連結
- 官方网站